# Valentine Oberti
Valentine Oberti, née le 12 mars 1982, est une journaliste française. Elle travaille dans la rédaction de Mediapart de 2011 à 2014 puis est chroniqueuse pour Quotidien de 2016 à 2019 avant de réintégrer la rédaction de Mediapart en 2020,, dont elle devient codirectrice éditoriale en 2023. Elle réalise également des documentaires.

## Biographie
Fille unique d'un père cadre dans une PME et d'une mère secrétaire de direction, Valentine Oberti grandit à Rosselange, en Moselle. Elle obtient tout d'abord une licence d'histoire à Nancy et poursuit ensuite ses études à l'université Panthéon-Assas de Paris pour suivre des cours de sciences politiques durant une année. Elle décide alors de tenter les concours des écoles spécialisées : elle est reçue à l'École supérieure de journalisme de Lille.

### Parcours professionnel
À la suite de cette formation, elle effectue une année au Maroc, à Tanger, où elle travaille pour une radio. De retour en France, elle devient pigiste pour RFI. Elle a aussi travaillé pour Radio France, France 24, Cash investigation, Le Supplément et Mediapart. Elle rejoint finalement l'équipe de Quotidien de Yann Barthès au lancement de l'émission, le 12 septembre 2016.
Le 26 janvier 2017, Valentine Oberti et Hugo Clément partagent l'antenne de TMC pour présenter Quotidien, Yann Barthès (le présentateur) étant souffrant. Le 27 avril 2018, c'est seule qu'elle présente l'émission.
Le 9 février 2017, dans le contexte du scandale de l'affaire Fillon, Quotidien lance le #parlementtransparent, pour exiger une transparence des comptes des parlementaires, repris par plusieurs milliers d'internautes. Dans la foulée, le site parlement transparent se crée indépendamment de l'émission, par l’initiative de regard citoyens. Valentine Oberti, qui pilote cette opération pour l'émission, écrit aux 925 parlementaires français, tous n'ayant pas répondu à ce jour (carte en ligne consultable sur le site de Quotidien). Cette opération est aussi à l'origine de l'affaire Bruno Le Roux. Quotidien révèle que le ministre de l'Intérieur a employé ses deux filles comme collaboratrices parlementaires alors qu'elles étaient lycéennes et étudiantes, souvent absentes lors de leurs travaux demandés. Bruno Le Roux démissionne le lendemain.
Fin 2018, elle rejoint l’équipe de la matinale week-end de France Info présentée par Matteu Maestracci.
En 2019, elle co-réalise un documentaire de 52 minutes, "On achève bien les gros", avec Laurent Follea et Gabrielle Deydier, dédié à la question de la grossophobie et diffusé sur Arte. Il remporte deux prix au Figra 2020.
En 2019, cédant aux pressions du gouvernement français, Quotidien a censuré une enquête de Valentine Oberti qui révélait que l’exécutif savait que les armes vendues à l’Arabie saoudite étaient utilisées contre des civils au Yémen. Elle est ensuite auditionnée par la DGSI. L’information est divulguée en 2022 par le journaliste Jean-Baptiste Rivoire.
En janvier 2020, elle quitte Quotidien pour ré-intégrer la rédaction de Mediapart et s'occuper du pôle vidéo. Elle y présente l'émission À l'air libre et continue de publier des enquêtes.
Elle réalise en 2022, avec Luc Hermann, le documentaire Media crash, co-produit par Mediapart et Premières Lignes, sur la concentration des médias, diffusé au cinéma,.
En octobre 2023, elle devient co-directrice éditoriale de Mediapart, aux côtés de Lénaïg Bredoux, à la suite de Carine Fouteau et Stéphane Alliès.